# Saint-Clar

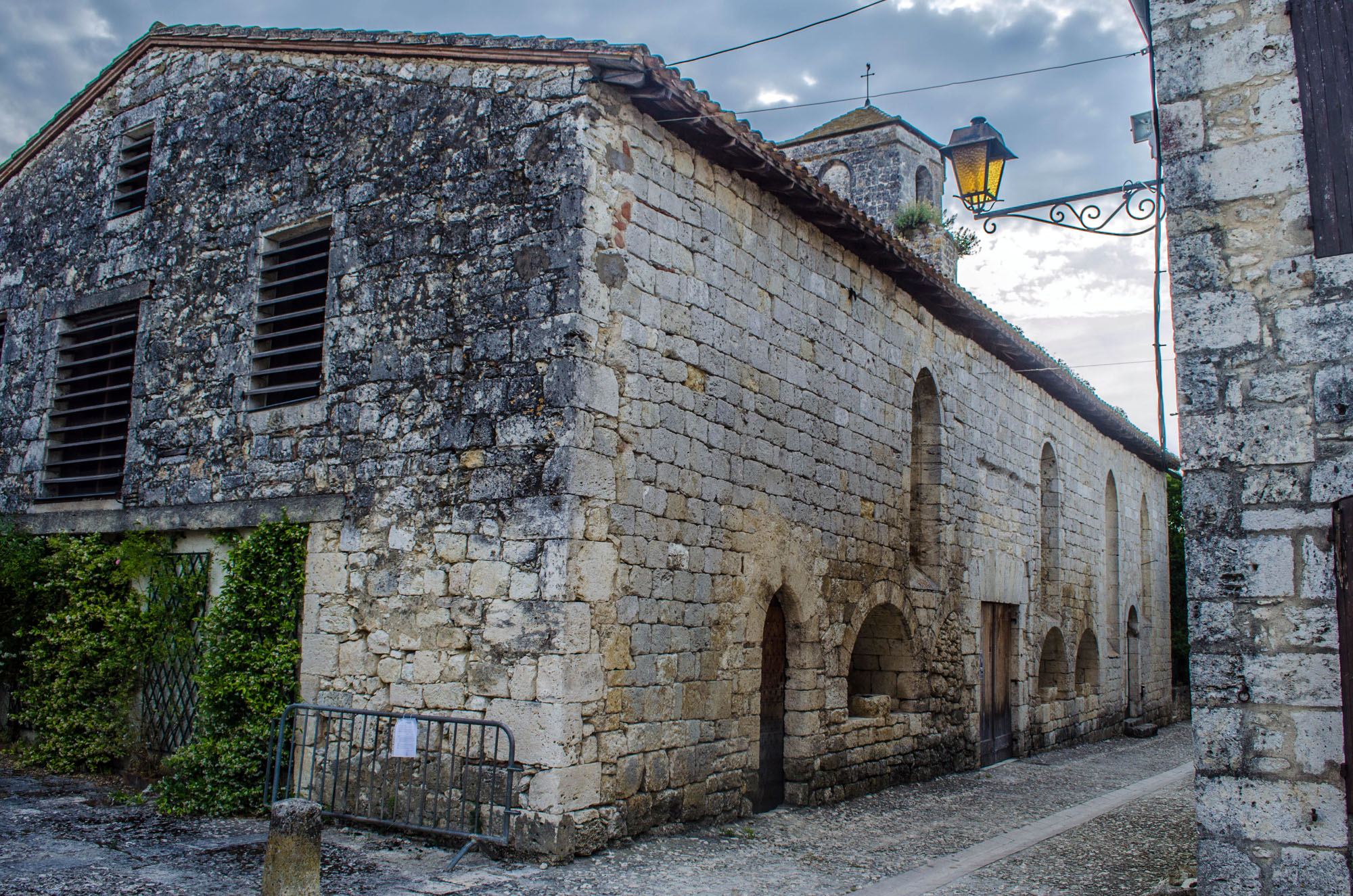
Eglise Sainte-Catherine

Saint-Clar (gaskognisch Sent Clar) ist ein südfranzösischer Ort und eine Gemeinde (commune) mit ca. 1000 Einwohnern im Département Gers in der Region Okzitanien.

## Lage und Klima
Der Ort Saint-Clar liegt am Flüsschen Arrats in der Agrarlandschaft der Lomagne rund 38 km südöstlich der Kleinstadt Condom bzw. 37 km nordöstlich der Départementshauptstadt Auch in einer Höhe von ca. 120 m. Das Klima ist gemäßigt bis warm und wird in hohem Maße vom etwa 120 km (Luftlinie) entfernten Atlantik beeinflusst; Regen (ca. 600 bis 700 mm/Jahr) fällt überwiegend im Winterhalbjahr.

## Bevölkerungsentwicklung
| Jahr                       | 1800 | 1851 | 1901 | 1954 | 1999 | 2020 |
| Einwohner                  | 1394 | 1710 | 1516 | 1029 | 868  | 1049 |
| Quellen: Cassini und INSEE |      |      |      |      |      |      |

Der Bevölkerungsrückgang des Ortes seit Beginn des 20. Jahrhunderts beruht im Wesentlichen auf der Mechanisierung der Landwirtschaft und der Aufgabe bäuerlicher Kleinbetriebe („Landflucht“).

## Wirtschaft
Bis ins frühe 20. Jahrhundert hinein lebten die Bewohner weitgehend als Selbstversorger von der Landwirtschaft. Lediglich im ausgehenden Mittelalter und in der frühen Neuzeit gab es eine Phase, in der der großflächige Anbau von Färberwaid (pastel) Anbau eine bedeutsame Rolle im Wirtschaftsleben spielte.

## Geschichte
Überreste von Villen aus gallorömischer Zeit belegen eine frühe Besiedlung. Saint-Clar liegt in der ehemaligen 
Vizegrafschaft Lomagne. Das heutige Ortszentrum entstand aus einer im Jahr 1289 gegründeten Bastide. Saint-Clar ist einer von wenigen Orten, die ursprünglich aus zwei Bastiden entstand. Die im Jahr 1274 gegründete alte Bastide ist allerdings nicht mehr als solche erhalten. 

## Sehenswürdigkeiten
- Die Dorfkirche Saint-Clair aus dem 19. Jahrhundert trägt das Patrozinium des Hl. Clarus von Lectoure.
- Die ehemalige Dorfkirche Sainte-Catherine stammt aus dem Mittelalter (Kirchturm aus dem 11., Kirchenschiff aus dem 12. Jahrhundert)
- Denkmal für die Gefallenen[1]
- Markthalle und Rathaus (Mairie) aus dem Jahr 1818, Monument historique seit 1986[2]
- Garten Le jardin des 4 saisons mit einer Büste des Dichters Jean Géraud Dastros
- Museum Musée de l'école publique (Schulmuseum)
- Waschhaus (lavoir)
- Klauenstand (travail)
- zahlreiche Wegkreuze[3]